# Istoria dispozitivelor de tip perpetuum mobile
Istoria mașinilor de tip perpetuum mobile datează cel puțin din Evul Mediu. Timp de milenii, nu a fost clar dacă dispozitivele cu mișcare perpetuă erau posibile sau nu, dar teoriile moderne ale termodinamicii au arătat că sunt imposibile. În ciuda acestui fapt, s-au făcut multe încercări de a realiza astfel de mașini, continuând până în timpurile moderne. Designerii moderni și susținătorii lor folosesc uneori și alți termeni, cum ar fi „supraunitare”, pentru a descrie invențiile lor.

## Istoric

### Înainte de secolul al XIX-lea

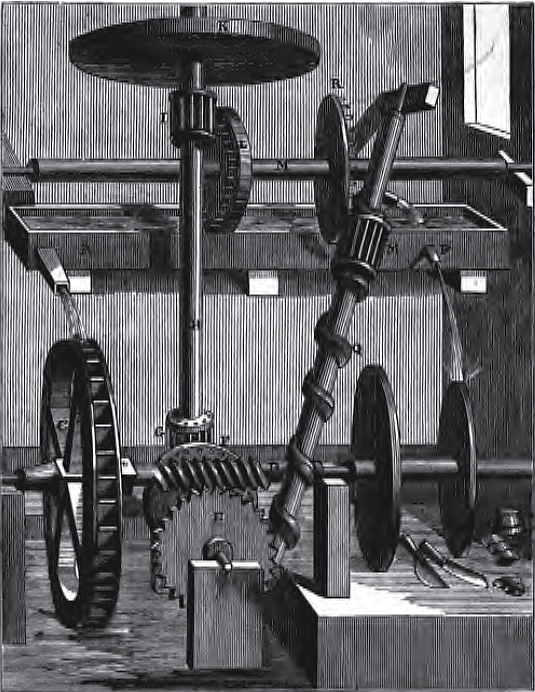
Gravură din 1618 cu perpetuum mobile de tip „pompă cu șurub” al lui Robert Fludd

Există câteva revendicări fără sursă că un perpetuum mobile numit „roata magică” (o roată care se învârte pe axul ei acționată de pietre) a apărut în Bavaria în secolul al VIII-lea. Această afirmație istorică, deși adesea repetată, pare a fi nefondată.
Proiectele timpurii de perpetuum mobile fost realizate de matematicianul și astronomul indian Bhāskara II, care a descris o roată (roata lui Bhāskara⁠(d)) care susținea că se va învârti pentru totdeauna.
Un desen al unui perpetuum mobile a fost găsit în caietul de schițe al lui Villard de Honnecourt, un meșter zidar și arhitect francez din secolul al XIII-lea. Caietul de schițe cuprindea subiecte de mecanică și arhitectură. Urmând exemplul lui Villard, Pierre de Maricourt a proiectat un glob magnetic care, dacă ar fi montat fără frecare paralel cu axa cerească, s-ar roti o dată pe zi. A fost destinat să servească drept sferă armilară.
Leonardo da Vinci a realizat o serie de desene ale dispozitivelor la care spera că vor produce energie gratuită. Leonardo da Vinci era în general împotriva unor astfel de dispozitive, dar a desenat și a examinat numeroase roți pretins dezechilibrate.
Mark Anthony Zimara, un savant italian din secolul al XVI-lea, a propus o moară de vânt care își producea singură vântul care o antrena.
Diferiți savanți din această perioadă au cercetat subiectul. În 1607 Cornelius Drebbel în „Wonder-vondt van de eeuwighe bewegingh” a dedicat un perpetuum mobile lui Iacob I al Angliei. Acesta a fost descris de Heinrich Hiesserle von Chodaw în 1621. Robert Boyle a conceput „vasul perpetuu” („pocalul perpetuu” sau „paradoxul hidrostatic”), despre care Denis Papin a discutat în Philosophical Transactions of the Royal Society din 1685. Johann Bernoulli a propus o mașină bazată pe energia unui fluid. În 1686 Georg Andreas Böckler a proiectat o moara de apă „autoacționată” și mai multe perpetuum mobile cu bile folosind variante ale șurubului lui Arhimede. În 1712, Johann Bessler (Orffyreus), a susținut că a experimentat cu 300 de modele diferite de perpetuum mobile înainte de a realiza ceea ce spunea că sunt modele funcționale.
În anii 1760 James Cox și John Joseph Merlin au realizat orologiul lui Cox⁠(d). Cox a susținut că ceasul era un adevărat perpetuum mobile, dar, deoarece dispozitivul este acționat de modificările presiunii atmosferice prin intermediul unui barometru cu mercur, nu era cazul.
În 1775 Academia Regală de Științe din Paris a hotărât „să nu mai examineze [...] vreo mașină declarată ca o mișcare perpetuă” (în franceză de ne plus examiner [...] aucune machine annoncée comme un mouvement perpétuel).

### Revoluția industrială

#### Secolul al XIX-lea
În 1812 Charles Redheffer, în Philadelphia, a pretins că a creat un „generator” care ar putea alimenta alte mașini. Aparatul a fost deschis pentru vizionare în Philadelphia, unde Redheffer a strâns sume mari de bani din taxa de intrare. După prezentarea la Philadelphia, Redheffer și-a mutat mașina la New York, în timp ce solicita finanțare guvernamentală. Acolo Robert Fulton a expus schemele lui Redheffer în timpul unei expuneri a dispozitivului în New York City (1813). Îndepărtând niște panouri de lemn de mascare, Fulton a găsit o transmisie cu curea de catgut care trecea printr-un perete până la mansardă. În pod, un bărbat învârtea o manivelă pentru a acționa dispozitivul.
In 1827 William Congreve a conceput o mașină care funcționează pe baza capilarității, unde nu s-ar respecta principiul că apa își caută propriul nivel, producând o urcare continuă urmată de debordare. Dispozitivul era format dintr-o bandă cu bureți continuă, care trece peste doi scripeți, poziționată ca un plan înclinat. Peste bandă era altă bandă continuă, cu greutăți grele îmbinate între ele.< ref name="EB1911" /> Dispozitivul era plasat deasupra suprafeței unei ape liniștite. Congreve credea că sistemul său va funcționa continuu.
În 1868, un austriac, Alois Drasch, a primit un brevet american pentru un autovehicul care avea „un angrenaj de tip cheie de împingere” (clichet) a unui motor rotativ. Conducătorul vehiculului poate înclina un jgheab în funcție de nevoie. O bilă grea se rostogolea într-un jgheab cilindric în jos și, cu ajustarea continuă a pârghiilor și a puterii dispozitivului, Drasch a crezut că ar fi posibil să acționeze un vehicul.
În 1870 E.P. Willis din New Haven, Connecticut, a făcut bani dintr-un perpetuum mobile „proprietar”. O poveste a dispozitivului foarte complicat, cu o sursă ascunsă de energie apare în articolul Scientific American, The Greatest Discovery Ever Yet Made (în română Cea mai mare descoperire făcută vreodată). Cercetarea dispozitivului a găsit în cele din urmă o sursă de energie care-l acționa.
John Ernst Worrell Keely a susținut că a inventat un motor cu mișcarea produsă prin rezonanța la inducție. El a explicat că a folosit „tehnologia eterică”. În 1872, Keely a anunțat că a descoperit un principiu pentru producerea de energie bazată pe vibrațiile unor diapazoane. Oamenii de știință i-au cercetat mașina, care părea să funcționeze cu apă, deși Keely s-a străduit să evite acest lucru. La scurt timp după 1872, finanțatorii l-au acuzat pe Keely de fraudă (au pierdut aproape cinci milioane de dolari). Mașina lui Keely a fost descoperită după moartea sa, se baza pe butelii de aer comprimat, ascunse.

#### Din 1900 până în 1950
În 1900 Nikola Tesla a pretins că a descoperit un principiu abstract pe care să se bazeze un perpetuum mobile de speța a doua. Nu a fost produs niciun prototip. El a scris:
„O abatere de la metodele cunoscute – posibilitatea unui motor sau a unei mașini „autoacționate”, neînsuflețită, dar capabilă, ca o ființă vie, să obțină energie din mediu – modalitatea ideală de obținere a puterii motrice.”
În anii 1910 și 1920, Harry Perrigo din Kansas City, Missouri, absolvent al Massachusetts Institute of Technology, a pretins că ar fi realizat un dispozitiv care produce energie. Perrigo a susținut că sursa de energie a fost „din aer subțire” sau din undele de eter. El a prerzentat dispozitivul în fața Congresului Statelor Unite la 15 decembrie 1917. Perrigo avea o cerere în așteptare din 31 decembrie 1925 cu nr. 78719 pentru „Îmbunătățirea metodei și aparatului de acumulare și transformare a energiei electrice eterice”. Examinatorii au declarat că dispozitivul său conținea o baterie de acumulatori ascunsă.

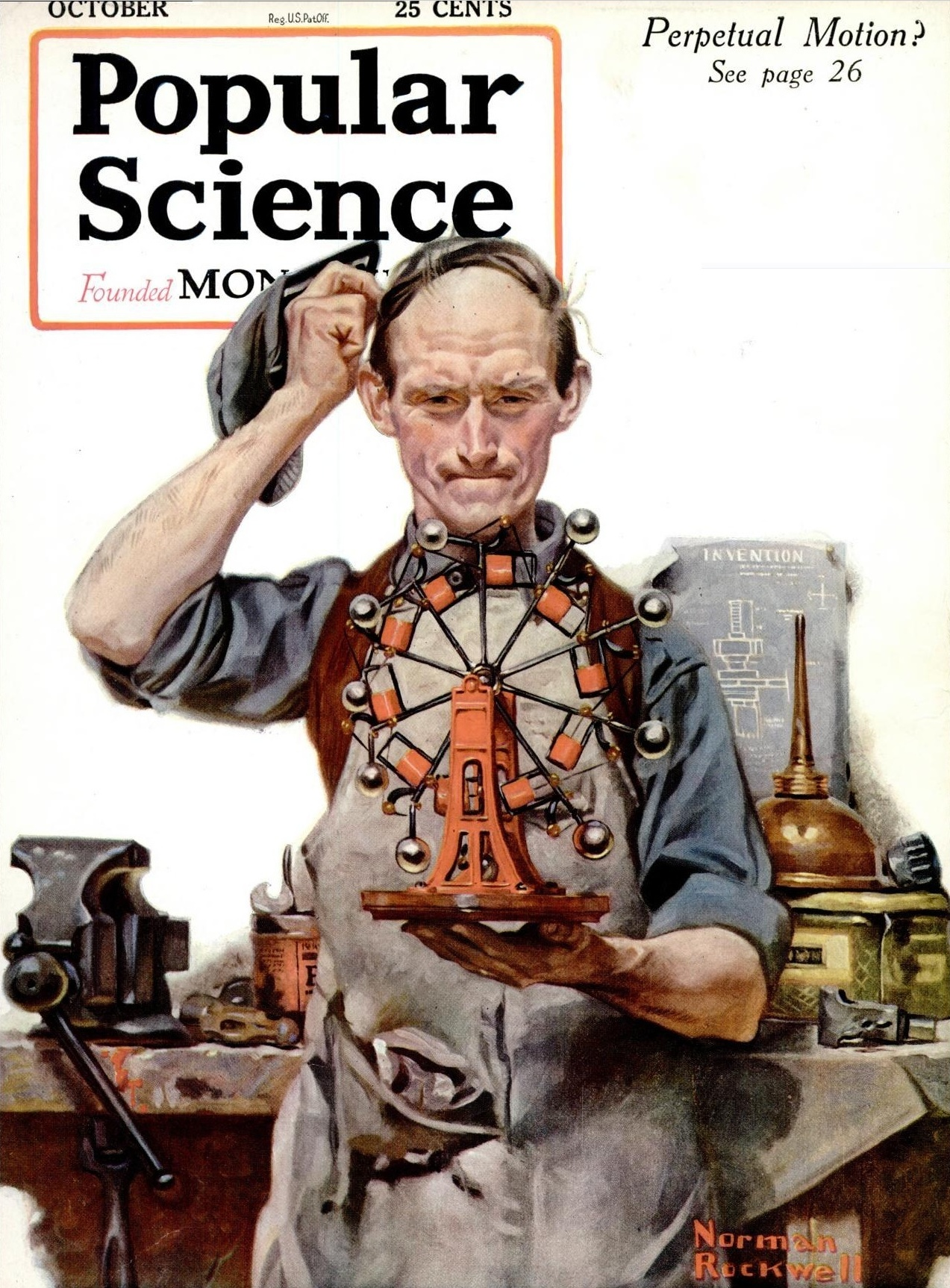
Coperta numărului din octombrie 1920 a revistei Popular Science

Popular Science, în numărul din octombrie 1920 a publicat un articol despre mirajul dispozitivelor de tip perpetuum mobile.

### În era modernă

#### Din 1951 până în 1980
În 1966 Josef Papp (uneori denumit Joseph Papp sau Joseph Papf) se presupune că ar fi creat un motor de mașină alternativ care folosea gaze inerte. A interesat câțiva investitori, dar când motorul a fost prezentat public, o explozie a ucis unul dintre observatori și i-a rănit pe alți doi. Papp a pus accidentul pe seama interferenței fizicianului Richard Feynman, care mai târziu și-a publicat observațiile într-un articol din „Laser”, jurnalul grupului Southern Californian Skeptics (în română Scepticii din California de Sud). Papp a continuat să primească bani, dar n-a mai prezentat vreun alt motor.
La 20 decembrie 1977 Emil T. Hartman a primit brevetul SUA nr. 4215330, intitulat „Sistem de propulsie cu magnet permanent”. Acest dispozitiv este legat de „Jucăria simplă cu supraunitate magnetică” (SMOT).
Paul Baumann, un inginer german, a realizat o mașină numită „Testatika”, cunoscută și sub numele de „convertorul elvețian M-L” sau "Thesta-Distatica".
Guido Franch a afirmat că poate transmuta moleculele de apă în compuși de benzină (numiți „combustibil Mota”) care ar reduce prețul benzinei la 8 cenți pe galon. Metoda se baza pe o pulbere verde (similară cu cea a lui John Andrews din 1917). A fost dat în judecată pentru fraudă în 1954 și achitat, dar în 1973 a fost condamnat. Judecătorii William Bauer și Philip Romiti au asistat ambii la o demonstrație în cazul din 1954.
În 1958 Otis T. Carr din Oklahoma a înființat o companie pentru a produce aeronave și hovercrafturi îm stil OZN. În acest scop a vândut acțiuni. A promovat mașini funcționând pe bază de energie liberă, pretinzînd că s-a inspirat de la Nikola Tesla, printre alții.
În 1962 fizicianul Richard Feynman a discutat despre clichetul brownian care se presupunea că ar extrage un lucru mecanic semnificativ din mișcarea browniană, însă a demonstrat că un astfel de dispozitiv nu va funcționa în practică.
În anii 1970, David Hamel a produs generatorul Hamel, un dispozitiv „antigravitațional”, se presupune că după o răpire extraterestră. Dispozitivul a fost testat pe Vânătorii de mituri, unde nu s-a reușit să se demonstreze vreo capacitate de generare a foței de ridicare.

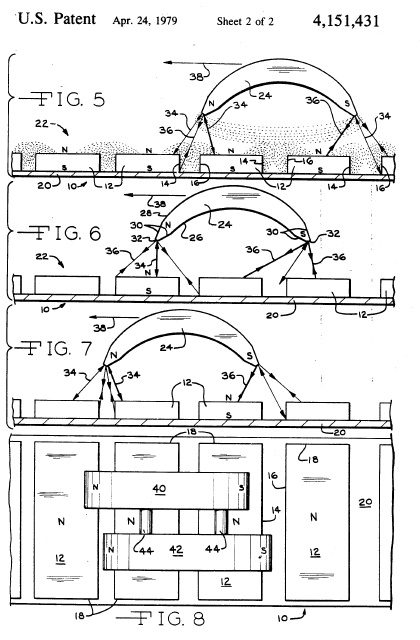
Howard R. Johnson's US Patent 4151431

Howard Robert Johnson a realizat un motor cu magneți permanenți⁠(d) și, la 24 aprilie 1979 a primit brevetul SUA nr. 4151431. (Clasificarea principală a brevetului său nr. 4151431 de către biroul de brevete al Statelor Unite este ca „generator electric sau structura motorului, dinamoelectric, liniar" (310/12).) Johnson a susținut că dispozitivul său generează mișcare, fie rotativă, fie liniară, din nimic altceva decât din magneți permanenți în rotor și stator. El a estimat că magneții permanenți din materiale adecvate ar trebui să-și piardă mai puțin de două procente din magnetizare prin acționarea unui dispozitiv timp de 18 ani.
În 1979 Joseph Westley Newman a solicitat un brevet pentru un motor electric de curent continuu care, conform cărții sale The Energy Machine of Joseph Newman, a produs mai mult lucru mecanic decât ar putea proveni din puterea electrică furnizată acestuia. Cererea de brevet a lui Newman a fost respinsă în 1983. Newman a dat în judecată Oficiul de brevete și mărci comerciale din SUA la Tribunalul Districtual din SUA, care a ordonat Biroului Național de Standarde să testeze mașina; ei au informat Curtea că dispozitivul lui Newman nu producea mai multă putere decât cea furnizată de bateriile la care era conectat, iar Curtea a decis împotriva lui Newman.

#### Din 1981 până în 1999
Yuri S. Potapov din Republica Moldova susține dezvoltarea unui generator electrotermal pe bază de apă „supraunitar” (numit „Yusmar 1”). El a fondat compania YUSMAR pentru a-și promova dispozitivul. În timpul testelor dispozitivul nu a reușit să aibă un randament termic supraunitar.
Clean Energy Technologies, Inc. (CETI) a pretins dezvoltarea unui dispozitiv numit „Patterson power cell” (în română celulă de putere Patterson) care produce cantități mici, dar anormale de căldură, probabil din cauza fuziunii la rece⁠(d). Scepticii susțin că măsurătorile inexacte ale efectelor frecării din fluxul de răcire prin peleți pot fi cauza rezultatelor.
David E. H. Jones a creat un dispozitiv în 1981 folosind o roată de bicicletă care aparent se rotește constant, izolată într-un recipient din plexiglas. El a creat-o o glumă științifică, afirmând întotdeauna că este o mașină falsă și nu o adevărată cu mișcare perpetuă, dar până în prezent nimeni nu a descoperit încă cum funcționează dispozitivul. Înainte să moară de cancer în 2017, fratele său Peter l-a convins să scrie secretul roții, pe care l-a trimis într-o scrisoare lui Martyn Poliakoff, un chimist la University of Nottingham. Adam Savage a examinat roata în 2023, care a fost găzduită la Royal Society, producând un videoclip al evenimentului, în care a bănuit că un mecanism electric acționa dispozitivul.

#### În anii 2000

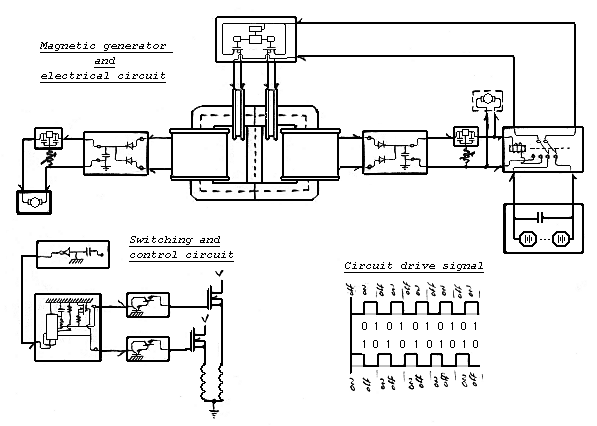
Circuitul generator electromagnetic fără mișcare, așa cum este explicat în brevetul SUA 6362718

Generatorul electromagnetic fără mișcare a fost construit de Tom Bearden. Se presupune că dispozitivul își poate susține funcționarea și în plus să alimenteze o sarcină, fără a primi energie electrică din exterior. Bearden a susținut că nu a încălcat primul principiu al termodinamicii deoarece a extras energie de punct zero⁠(d) din mediul apropiat. Criticii resping această teorie și o identifică în schimb ca o mașină de mișcare perpetuă cu o explicație neștiințifică. Scriitorul de știință Martin Gardner a spus că teoriile fizicii lui Bearden, compilate în cartea autopublicată Energy from the Vacuum, sunt considerate „vorbe” de fizicieni și că titlul său de doctor a fost obținut la o fabrică de diplome. Atunci, pentru a-și propaga în continuare teoriile, Bearden a fondat și a condus Institutul pentru Studii Avansate al Fundației Alpha. Acest grup a publicat lucrări în reviste de fizică consacrate și în cărți publicate de edituri de top, dar o analiză a deplâns aceste publicări deoarece textele erau „pline de concepții greșite și neînțelegeri cu privire la teoria câmpului electromagnetic”. Când Bearden a primit brevetul SUA |6362718 în 2002, American Physical Society a emis o declarație împotriva acordării. Oficiul pentru Brevete și Mărci din Statele Unite ale Americii a spus că va reexamina brevetul și va schimba modul în care recrutează examinatori și va recertifica examinatorii în mod regulat, pentru a preveni acordarea din nou de brevete similare.
În 2002 Grupul Genesis World Energy (GWE) Grupul a susținut că 400 de oameni au realizat un dispozitiv care se presupune că separa apa în H2 și O2 folosind mai puțină energie decât se credea convențional posibil. Nu s-a făcut vreo confirmare independentă a afirmațiilor lor, iar în 2006, fondatorul companiei, Patrick Kelly, a fost condamnat la cinci ani de închisoare pentru furt de fonduri de la investitori.
În 2006, Steorn Ltd. a susținut că a construit un dispozitiv supraunitar bazat pe magneți rotativi și a cerut oamenilor de știință să le testeze afirmațiile. Selecția a doisprezece specialiști a început în septembrie 2006 și s-a încheiat în decembrie 2006. Juriul selectat a început să cerceteze afirmațiile lui Steorn. O demonstrație publică programată pentru 4 iulie 2007 a fost anulată din cauza „dificultăților tehnice”. În iunie 2009 juriul selectat a declarat că tehnologia nu funcționează. 